# توم بارنز (متزلج جماعي)
توم بارنز (بالإنجليزية: Tom Barnes)‏ هو متزلج جماعي أمريكي، ولد في 5 سبتمبر 1959 في فيرفيلد في الولايات المتحدة.

## وصلات خارجية
- توم بارنز على موقع أوليمبيديا (الإنجليزية)